# Bematistes aganice
Bematistes aganice is een vlinder uit de familie Nymphalidae.De wetenschappelijke naam van de soort is voor het eerst voorgesteld als Acraea aganice door William Chapman Hewitson in een publicatie uit 1852.

## Verspreiding
De soort komt voor in de bossen van Zuid-Soedan, Ethiopië, Congo-Kinshasa, Oeganda, Kenia, Rwanda, Tanzania, Zambia, Malawi, Mozambique, Zimbabwe, Zuid-Afrika en Eswatini.

## Waardplanten
De rups leeft op soorten uit de passiebloemfamilie waaronder Adenia cissampeloides, Adenia gummifera, Basananthe zanzibarica, Passiflora caerulea, Passiflora edulis en Passiflora incarnata.

## Ondersoorten
- Bematistes aganice aganice (Hewitson, 1852) (Malawi, Mozambique, Zimbabwe, Zuid-Afrika, Eswatini)
  - = Planema aganice nyasae Carpenter, 1920
- Bematistes aganice montana (Butler, 1888) (Zuid-Congo-Kinshasa, Zuid-Oeganda, Zuidoost-Kenia, Rwanda, Tanzania (vasteland en Zanzibar), Noord-Zambia, Noord-Malawi)
  - = Acraea aganice montana (Butler, 1888)
  - = Planema montana Butler, 1888
  - = Acraea bertha Vuillot, 1891
  - = Planema meruana Rogenhofer, 1891
  - = Planema chanleri Holland, 1896
  - = Planema aganice nicega Suffert, 1904
  - = Bematistes aganice ugandae van Someren, 1936
- Bematistes aganice orientalis (Ungemach, 1932) (Zuid-Soedan, Ethiopië, Oeganda)
  - = Planema aganice orientalis Ungemach, 1932
  - = Acraea aganice orientalis (Ungemach, 1932)